# Montferrand-le-Château
Montferrand-le-Château è un comune francese di 2 228 abitanti situato nel dipartimento del Doubs nella regione della Borgogna-Franca Contea.

## Società

### Evoluzione demografica
Abitanti censiti